# Miasto Pazin
Miasto Pazin (chorw. Grad Pazin) – jednostka administracyjna w Chorwacji, w żupanii istryjskiej. W 2011 roku liczyła 8638 mieszkańców.